# Molnia (foguete)
Molnia (transliteração do russo Молния [pronúncia]ⓘ  - relâmpago) é um foguete de quatro estágios soviético, atualmente russo.
Trata-se de uma modificação do míssil balístico intercontinental R-7 Semyorka, melhor conhecido no ocidente através da designação da OTAN, SS-6 Sapwood, projetada para o lançamento de satélites em órbitas de grande altitude e de sondas espaciais. Este foguete existiu em duas versões principais, a Molnia, e a Molnia-M.

## Versões

O foguete Molnia-8K78M.

As versões principais deste foguete eram essencialmente duas. A primeira, Molnyia, foi utilizada no lançamento da maioria das sondas espaciais soviéticas destinadas à exploração da Lua, de Marte e de Vênus de 1960 a 1965. A segunda, Molnia-M, foi lançada pela primeira vez em 1964, tendo sido utilizada até 2010, quando os foguetes espaciais Molnia foram definitivamente aposentados.

### Molnia
Trata-se da primeira versão, construída de acordo com o projeto original de quatro estágios, bem como na "variante Soyuz", de apenas três estágios.
- Molnia 8K74 - versão de quatro estágios, cujos dados técnicos correspondem aos da tabela ao lado, foi projetada para lançar as sondas espaciais dos programas Luna, Marte e Vênera, além dos satélites de comunicacão militares Molnia. Eram foguetes de 40 m de altura e 305 t de peso. A capacidade de carga era de 900 kg. O primeiro lançamento foi realizado em 10 de outubro de 1960, e o último em 3 de dezembro de 1965, dos quais 11, de um total de 20, falharam (taxa de sucesso: 45%). O custo estimado de um único lançamento, em 1985, girava em torno de 35 milhões de dólares.
- Molnia 8K78/E6 – versão modifcada para o lançamento das sondas lunares E-6. Tratava-se de um foguete de três estágios com  44,4 m de altura e 306 t de peso. O primeiro lançamento ocorreu em 4 de janeiro de 1963, e o último, em 12 de março de 1965. De um total de 4 lançamentos, apenas um sucedeu (taxa de sucesso: 25%).
- Molnia 8K78L – versão cujo desenvolvimento foi levado adiante com o objetivo de permitir missões tripuladas de ida e volta à Lua. O projeto preliminar foi completado em 8 de julho de 1962, mas nunca foi terminado, por que excedia os recursos disponíveis aos soviéticos na época. A capacidade de carga prevista era de 5 t.

### Molnia-M
Esta é a versão dos foguetes Molnyia que foi empregada mais vezes. A versão básica '8K78M foi modificada em três variantes, que diferenciam-se de acordo com a carga a ser transportada.
- Molnia 8K78M - primeira variante da Molnia-M. O primeiro lançamento ocorreu em 19 de fevereiro de 1964 e o último, em 30 de setembro de 2010.[3] De um total de 295 voos, apenas 20 falharam, o que equivale à uma taxa de sucesso de 93,5%.[2] O custo estimado de um lançamento, em 1994, era de US$ 25 milhões;[1]
- Molnia 8K78M 2BL – esta variante utilizava um estágio superior do tipo Block-2BL e destinava-se ao lançamento de satélites militares Oko.[5] Era um foguete de três estágios, com 43,3 m de altura, capaz de inserir uma carga de até 2 000 kg em uma órbita com um apogeu de 38 000 km;
- Molnia 8K78M ML – equipada com um estágio superior do tipo Block-2ML, destinava-se ao lançamento de satélites de comunicação de até 2 000 kg em uma órbita com um apogeu de 38 500 km;
- Molnia 8K78M SOL – esta variante, equipada com um estágio superior do tipo Block SO-L era capaz de inserir satélites do tipo Prognoz em uma órbita com um apogeu de 200 000 km. A capacidade de carga desta variante era de 2 000 kg e o apogeu máximo de 400 000 km.